# جنی ملن
جنی آن مُلِن (انگلیسی: Jenny Ann Mollen؛ زادهٔ ۳۰ مهٔ ۱۹۷۹) یک هنرپیشه و نویسنده اهل ایالات متحده آمریکا است. وی از سال ۲۰۰۰ میلادی تاکنون مشغول فعالیت بوده‌است.
از فیلم‌ها یا مجموعه‌های تلویزیونی که وی در آن‌ها نقش داشته است می‌توان به آنجل، زندگی اتفاق می‌افتد و دختر بهترین دوست من اشاره نمود.